# Callimenellus ferrugineus
Callimenellus ferrugineus är en insektsart som först beskrevs av Brunner von Wattenwyl 1895.  Callimenellus ferrugineus ingår i släktet Callimenellus och familjen vårtbitare. Inga underarter finns listade i Catalogue of Life.